# Dromicoida
Dromicoida is een geslacht van kevers uit de familie van de loopkevers (Carabidae). De wetenschappelijke naam van het geslacht is voor het eerst geldig gepubliceerd in 1995 door Werner.

## Soorten
Het geslacht Dromicoida is monotypisch en omvat slechts de volgende soort:
- Dromicoida elegantia Werner, 1995